# 朝鲜鼠李
朝鲜鼠李（学名：Rhamnus koraiensis）为鼠李科鼠李属下的一个种。